# Domatie

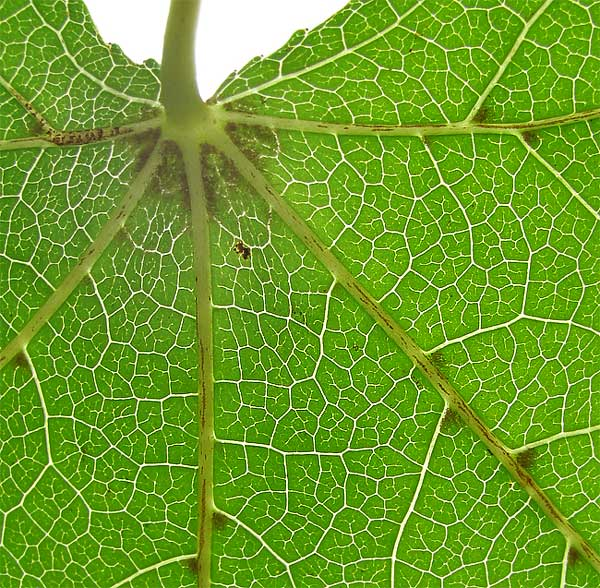
Détail des domaties pileuses à l'aisselle de nervures de la feuille du Copalme d'Amérique. Les trichomes ont plusieurs rôles : protection permettant aux hôtes d'échapper à la prédation, abri face aux conditions défavorables, rétention de spores et pollen servant de nourriture alternative…

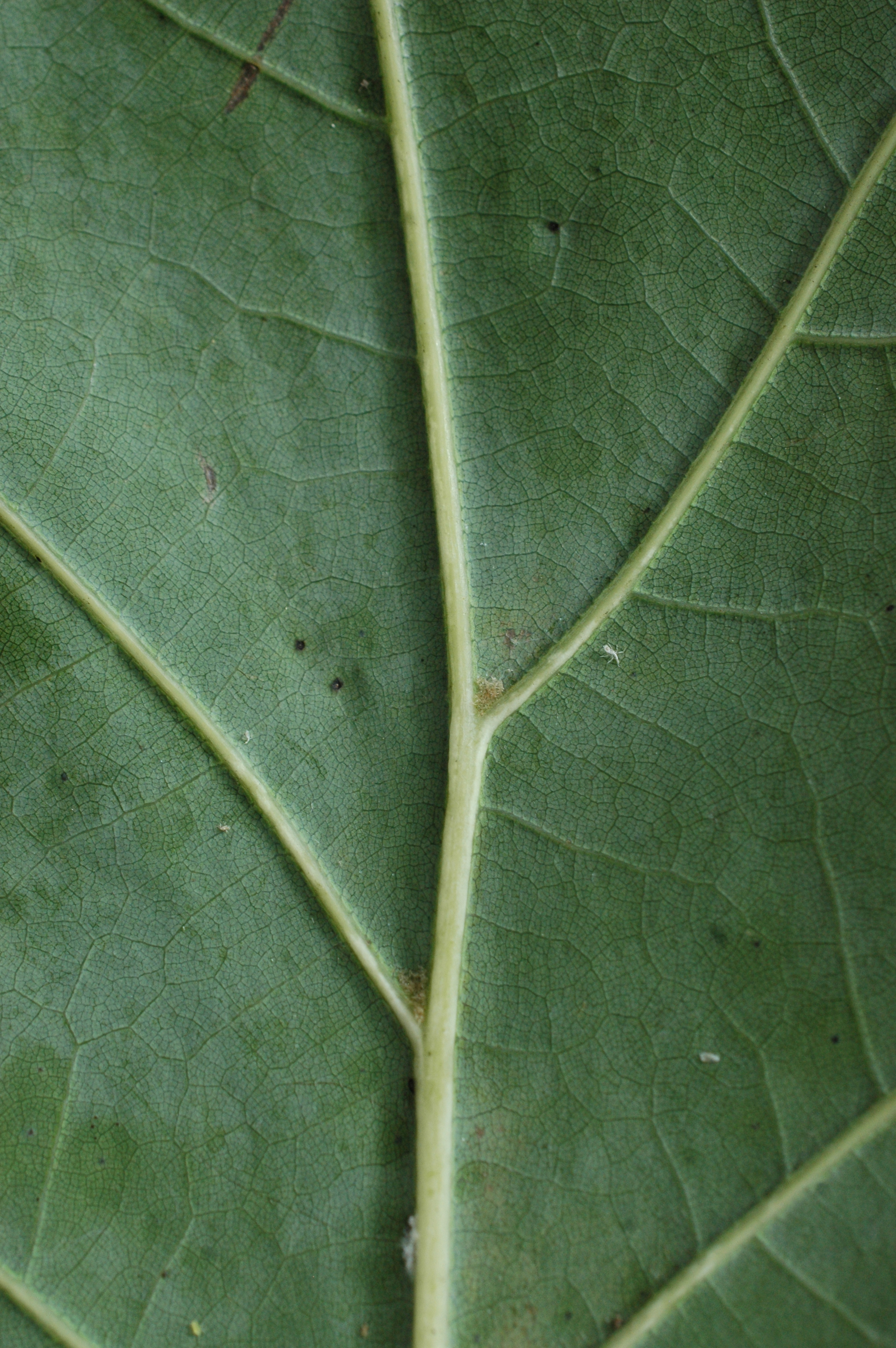
Le revers de feuilles du chêne rouge d'Amérique porte des touffes de
tomentum axillaire entourant les domaties.

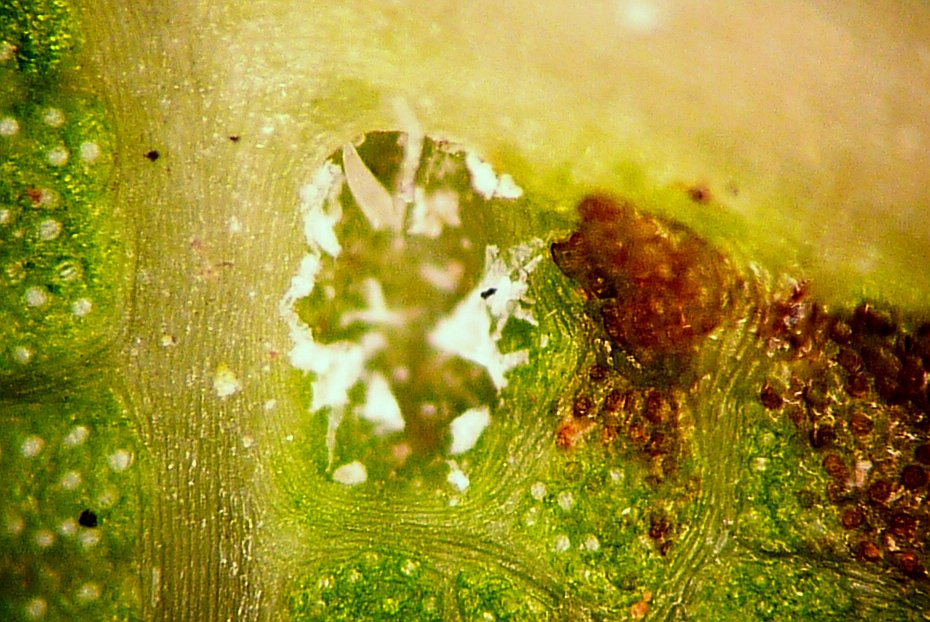
Un acarien Eriophyidae dans une domatie d'une feuille de camphrier.

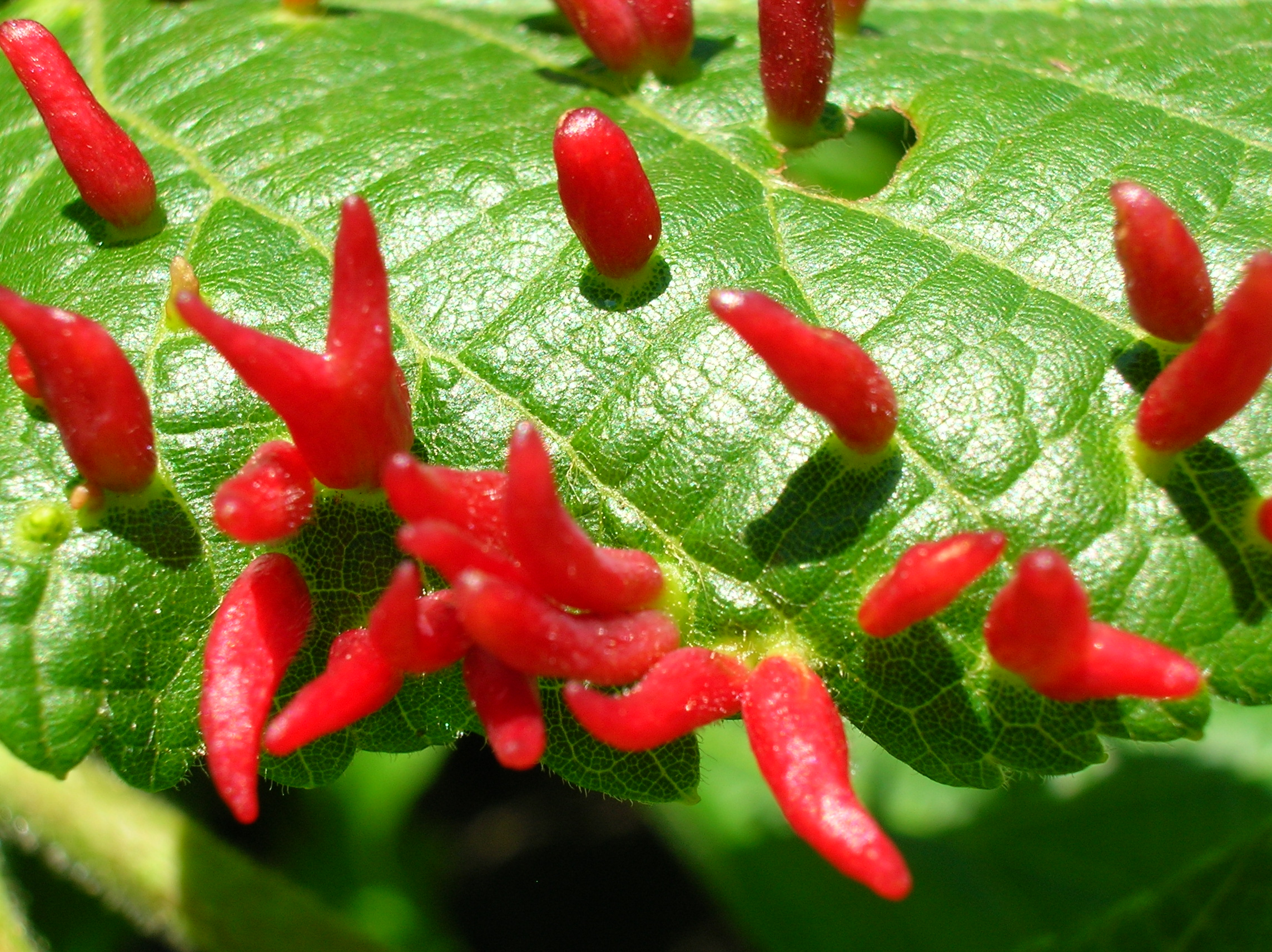
L'acarien microscopique Eriophyes tiliae à l'abri dans des trichomes (tache jaune à gauche) de tilleul avant d'induire la formation de la galle cornue (cornes rouges).

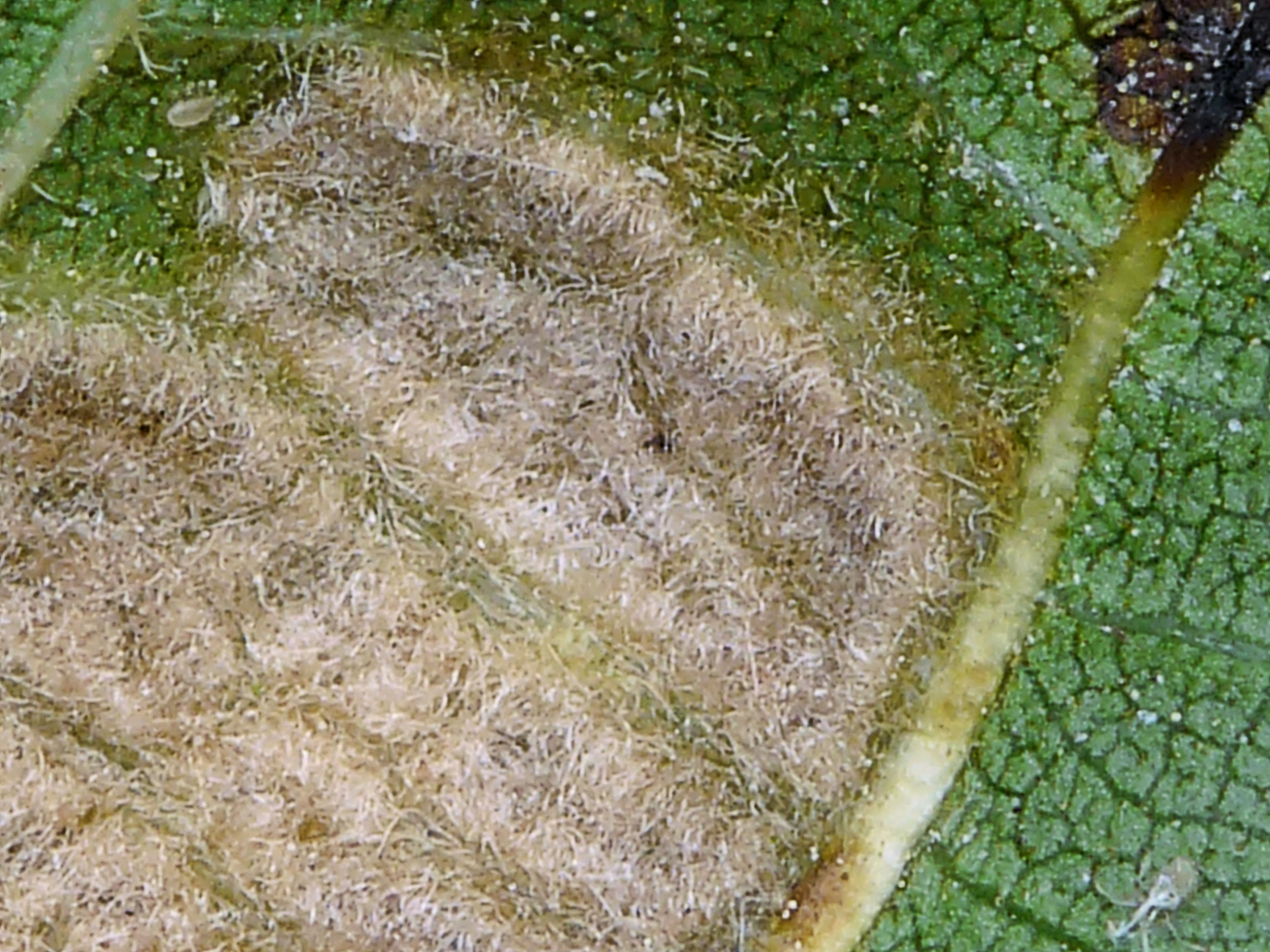
Certains acariens de la famille des Eriophyidae induisent un erineum, développement anormal de poils feutrés sur le limbe des feuilles. Ces parasites minuscules ont un rostre qui suce le contenu de ces poils plus ou moins bruns sans percer la vacuole riche en tanins toxiques.

La domatie, parfois écrite domacie (du latin domus, maison) est une structure végétale spécialement adaptée (tiges enflées, stipules, pseudobulbes, poches foliaires, touffes de trichomes, tubercules, etc.) qui attire des hôtes (arthropodes, cyanobactéries du genre Nostoc), le plus souvent en échange de bénéfices réciproques (phénomène de symbiose).
Cette structure est présente dans 300 familles et 2 000 espèces de plantes, où elle est survenue plusieurs centaines de fois au cours de leur évolution.
Les domaties diffèrent de la galle, qui est une excroissance tumorale induite notamment par la piqûre d'animaux parasites, car elles apparaissent sur les plantes même lorsqu'elles sont obtenues à partir de graines désinfectées, en l'absence des agents animaux incriminés. Cependant, tous les intermédiaires existent entre ces deux formations.

## Domaties à acariens ou acarodomaties
Des acariens vivent dans des dépressions à l'aisselle des nervures de feuilles, souvent pileuses, de nombreux arbres, dans des cavités à l'intérieur des limbes ou des pétioles (domatie limbaire ou pétiolaire plus fréquente dans les régions tropicales). On peut voir les formes ovoïdes de ces arthropodes à la loupe, ainsi que les restes blanchâtres de leurs mues. L'arbre sert de gîte, de site de reproduction, de protection et de couvert aux acariens qui, en patrouillant sur la feuille pour se nourrir, consomment et débarrassent la plante de divers parasites (punaises, champignons et leurs spores, voire d'autres acariens phytophages). Ils assurent aussi le nettoyage de la feuille en consommant les poussières organiques qui peuvent se déposer sur la surface du limbe (jusqu'à 500 par jour), ce qui la débarrasse des particules qui colmatent ses stomates ou créent une fine pellicule occultante réduisant d'autant l'efficacité chlorophyllienne. Certains prédateurs d'acariens parviennent cependant à le consommer, l'acarien stabilisant les interactions prédateurs/proies et ainsi réduisant les risques d'attaques d'herbivores.
Des expériences faites sur le cotonnier (qui n'a pas naturellement de domaties) ont consisté à introduire des touffes de poils de coton à l'aisselle de ses feuilles. La colonisation d'acariens dans ces domaties artificielles donne 15 % de plus de capsule, les acariens ayant débarrassé la plante de certains des parasites qui l'affaiblissent. Des expériences similaires sur la caféier ont montré une augmentation de productivité de 30 %.
Une même plante peut avoir des domaties foliaires de morphologies variées selon ses différents habitants (93 variations chez le camphrier Cinnamomum camphora).
Les acarodomaties existent chez 40 à 50 % des arbres à feuilles caduques des régions tempérées, notamment sur les feuilles de chênes, tilleuls, ormes, aulnes, d'arbustes (houx).

## Domaties à fourmis ou myrmécodomaties

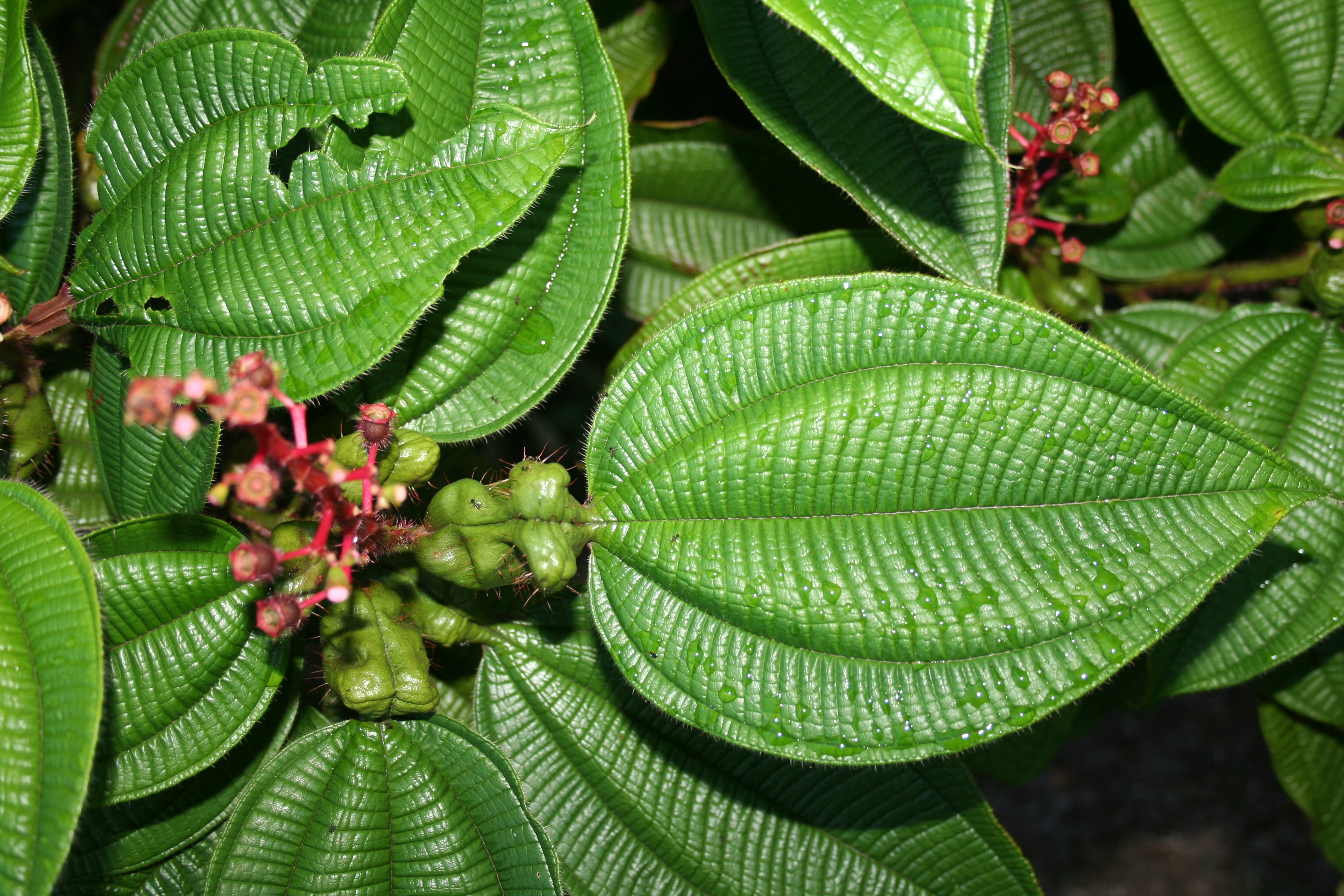
La domatie à fourmis, à la base de la feuille gaufrée du Tococa, est un renflement en forme d'outre, muni de trichomes.

Beaucoup de plantes myrmécophiles utilisent cette domatie qui constitue un site de nidification pour des colonies de fourmis. Il s'agit le plus souvent d'un cas de mutualisme obligatoire et spécialisé issu d'un processus coévolutif, mais certaines espèces de fourmis se comportent en parasite tandis que d'autres chassent les prédateurs qui veulent manger les feuilles, ces dernières émettant du salicylate de méthyle, substance volatile qui les alerte.
Plusieurs espèces du genre Acacias ont des stipules transformées en épines enflées : ces domaties fournissent une température et un taux d'humidité idéalement équilibrés pour convenir à certaines colonies de fourmis, en échange de quoi ces dernières défendent l'arbre contre des mammifères herbivores (piquant douloureusement le mufle des ruminants ou la trompe des éléphants lorsqu'ils viennent brouter le feuillage) et les autres insectes phytophages. Elles emportent parfois le corps découpé de ces insectes phytophages dans les domaties, se constituant ainsi des compléments nutritifs ; elles peuvent aussi nourrir en retour l'acacia-hôte : ce mutualisme de nutrition (appelé myrmécotrophie) désigne l'aptitude des acacias à absorber les nutriments prélevés dans les déchets stockés par les fourmis dans les domaties. De même, les Acacias ont une croissance accélérée grâce au CO2 accumulé dans les domaties. À la base de ces domaties, des trous ou des minces fenêtres de tissu à travers permettent aux fourmis d'aller et venir. Pour limiter l'apparition d'autres colonies, des espèces peuvent fabriquer ces trous à leur taille exacte, déposer sur les domaties de la cire glissante, les camoufler chimiquement ou même les couper.

Certaines espèces de fourmis pratiquent une castration mécanique de la fleur (destruction des pousses florales, ablation du bourgeon floral, etc.). La reproduction de l'Acacia ayant un coût énergétique, la suppression de sa reproduction lui permet de croître plus rapidement et de développer davantage de domaties. 
D'autres fourmis cultivent un champignon dans leurs domaties. Elles le nourrissent de leurs déchets tandis que le champignon alimente les fourmis et la plante en recyclant l'azote et le phosphore.

Certaines fourmis patrouilleuses quittent leur hôte quand ce dernier, à cause de l’âge ou d’un investissement redirigé vers la reproduction, leur fournit moins de nectar. La compétition pour les ressources alimentaires (notamment pour le nectar fourni par des nectaires extra-floraux) fait qu'une espèce de fourmis peut coexister avec d'autres ou être même remplacée (agression des colonies, meilleure fécondité ou maturité précoce, etc).
 
La symbiose avec les acacias est parfois telle que l'absence de mammifères herbivores est suivi de la diminution des domaties et de l'augmentation de la mortalité des acacias.
Le même type de symbiose existe chez des Cola (la domatie est alors une feuille
avec une cavité dans la base du limbe), Vitex (la domatie caulinaire est alors une tige creuse sur toute la longueur des entre-nœuds), Barteria fistulosa (en dessous du nœud ou à la base de certaines branches). Chez des Rubiaceae myrmécophytes d’Asie, certaines domaties possèdent des structures absorbantes internes afin de prélever les déchets organiques entassés dans ces cavités par les fourmis.
Dans les jardins du diable en Amazonie, l'arbre Duroia hirsuta abrite dans ses domaties des colonies de fourmis de l'espèce Myrmelachista schumanni : ces dernières injectent de l'acide formique à la base des feuilles des espèces d'arbres avoisinants, si bien que le seul arbre à pousser dans ces jardins est le Duroia.
Des expériences d'ajout de touffes de poils montrent que ces dernières suffisent à attirer des acariens et augmentent la vigueur reproductive des plantes grâce aux ressources économisées.